# Джеймсон, Анна
Анна Браунелл Джеймсон (в ряде источников Джемсон; англ. Anna Brownell Jameson; 19 мая 1794, 17 мая 1794 или 1794[…], Дублин — 17 марта 1860, Лондон, урождённая Мёрфи) — англо-ирландская писательница и искусствовед XIX века.

## Биография
Анна Браунелл Мёрфи родилась во второй половине мая 1794 года в городе Дублине. Она эмигрировала в Англию в возрасте четырёх лет, став известной британской писательницей и автором идей девятнадцатого века по ряду тем, включая ранний феминизм, историю искусства (особенно сакральное искусство), Уильяма Шекспира и других поэтов, а также немецкой культуры. Её отец, Денис Браунелл Мерфи (умер в 1842 году), был художником-миниатюристом и художником по эмали; он переехал в Британию в 1798 году со своей женой Джоанной и четырьмя дочерьми (из которых Анна была старшей) и в конце концов поселился в столичном Ханвелле.
В шестнадцать лет она стала гувернанткой в семье Чарльза Паулета, 13-го маркиза Уинчестера. В 1821 году она была помолвлена с адвокатом, а затем с юристом из Верхней Канады Робертом Симпсоном Джеймсоном (1796—1854). Помолвка была разорвана, и Анна Мёрфи сопровождала юную ученицу в Италию, написав «автобиографический» рассказ под видом безымянной больной молодой женщины, которая в конце концов умирает. Она отдала этот дневник продавцу книг при условии, что получит гитару, если он получит с неё достаточную прибыль. В конце концов последний опубликовал его как «Дневник раздражительности» (1826 год), который привлек большое внимание, не в последнюю очередь потому, что личность автора вскоре была раскрыта, что вызвало скандал, в частности, среди рецензентов, которые считали, что их обманули. Однако для Анны это был первый сладкий вкус славы и она уже не собиралась останавливаться.
С 1821 по 1825 год Анна Мёрфи была гувернанткой детей Эдварда Литтлтона, 1-го барона Хатертон. В это время она полюбила и вышла замуж за мистера Джеймсона, но брак оказался несчастливым. В 1829 году, когда её муж был назначен судьей на острове Доминика, он оставил Анну в Англии (никогда не посылая за ней во время своего пребывания там, несмотря на неоднократные обещания), и она снова посетила континентальную Европу со своим отцом. В том же году она сделала себе имя в литературе, когда была опубликована «Любовь поэтов».
Первой работой, в которой полностью проявилась сила её неординарного мышления, стала «Характеристики женщин» (1832 год). Эти анализы героинь Уильяма Шекспира, по мнению критиков, были замечательны своей деликатностью критического понимания и тонкостью литературного прикосновения.

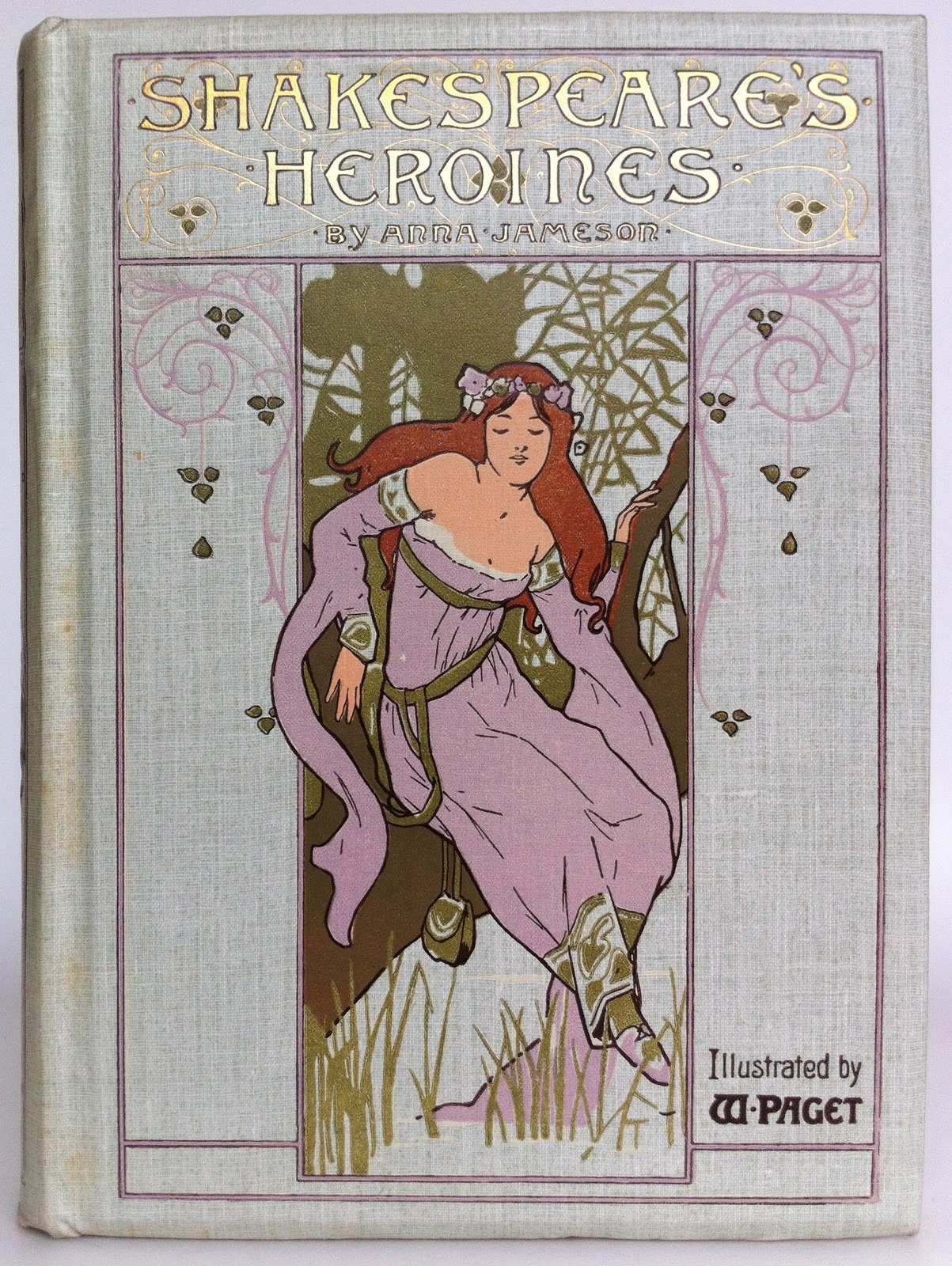
Одна из книг Джеймсон

В 1836 году Джеймсон была вызвана в Канаду своим мужем, который был назначен в Канцелярию суда провинции Верхняя Канада. Джеймсон и её муж уже прожили порознь более четырёх лет, в течение которых Анна хорошо зарабатывала на жизнь как писательница. Она не скрывала, что несчастлива в браке. По прибытии её муж не смог встретить её в Нью-Йорке, и ей пришлось зимой в одиночестве пробираться в Торонто. Здесь она начала рассказ о своем путешествии «Зимние исследования и летние прогулки по Канаде», который был опубликован в Великобритании в 1838 году. В этой книге она пишет о своем первоначальном отвращении к Торонто в первые несколько месяцев пребывания там, описывая его как «уродливый» и «неэффективный». После восьми месяцев путешествий и написания статей в Канаде она сочла бесполезным продолжать жизнь вдали от всех уз семейного счастья и возможностей для женщины её класса и образования. Перед отъездом она предприняла путешествие вглубь индейских поселений в Канаде; она исследовала озеро Гурон и увидела большую часть жизни эмигрантов и аборигенов, неизвестную колониальным путешественникам. В 1838 году она вернулась в Великобританию.
По возвращении Джеймсон начала делать тщательные записи основных частных коллекций произведений искусства в Лондоне и его окрестностях. Результат появился в её «Компаньоне частных галерей» (1842 год), за которым в том же году последовал «Справочник по публичным галереям». В 1845 году она редактировала «Воспоминания о ранних итальянских художниках».
Сборник эссе, опубликованный в 1846 году, содержит одно из лучших произведений Джеймсон «Дом Тициана». В 1847 году она уехала в Италию со своей племянницей ставшей впоследствии её биографом.
Анна Браунелл Джеймсон скончалась 17 марта 1860 года в городе Лондоне и была похоронена на кладбище Кенсал-Грин.